# STS-114
La missió STS -114  del Transbordador espacial Discovery va ser llançada a les 10:39 EDT (14:39 UTC), el 26 de juliol de 2005. El llançament es va produir 907 dies després del desastre del transbordador espacial Columbia (1 febrer de 2003). Es va realitzar tot i no haver resolt unes anomalies amb el sensor de fuel del tanc extern; aquestes anomalies havien impedit el llançament des del 13 de juliol, data originalment programada. La missió es va completar el 9 d'agost de 2005. A causa de la meteorologia al Centre Espacial Kennedy, el transbordador va aterrar a la Base Aèria Edwards, Califòrnia, un lloc secundari.
El problema que va causar la destrucció del Columbia - enderrocs separats del tanc externs durant l'ascens - inesperadament va tornar a succeir durant el llançament del Discovery. A causa d'això, la NASA va decidir el 27 de juliol posposar els vols futurs del transbordador fins a fer modificacions en el maquinari.

## Tripulació
- Eileen M. Collins (4), Comandant
- James Kelly (2), Pilot
- Soichi Noguchi (1), especialista de missió
- Stephen K. Robinson (3), especialista de missió
- Andrew Thomas (4), especialista de missió
- Wendy Lawrence (4), especialista de missió
- Charles Camarda (1), especialista de missió

 Entre parèntesis, el nombre de missions de l'astronauta, inclosa la STS-114

## Paràmetres de la missió
- Massa:
  -  El trasborador al despegar: 121.483 kg
  -  El trasborador a l'aterrar :102.913 kg
  - Càrrega: 12.477 kg
- Perigeu: 350 km
- Apogeu: 355 km
- Inclinació: 51,6°
- Període: 92,6 min

## La missió

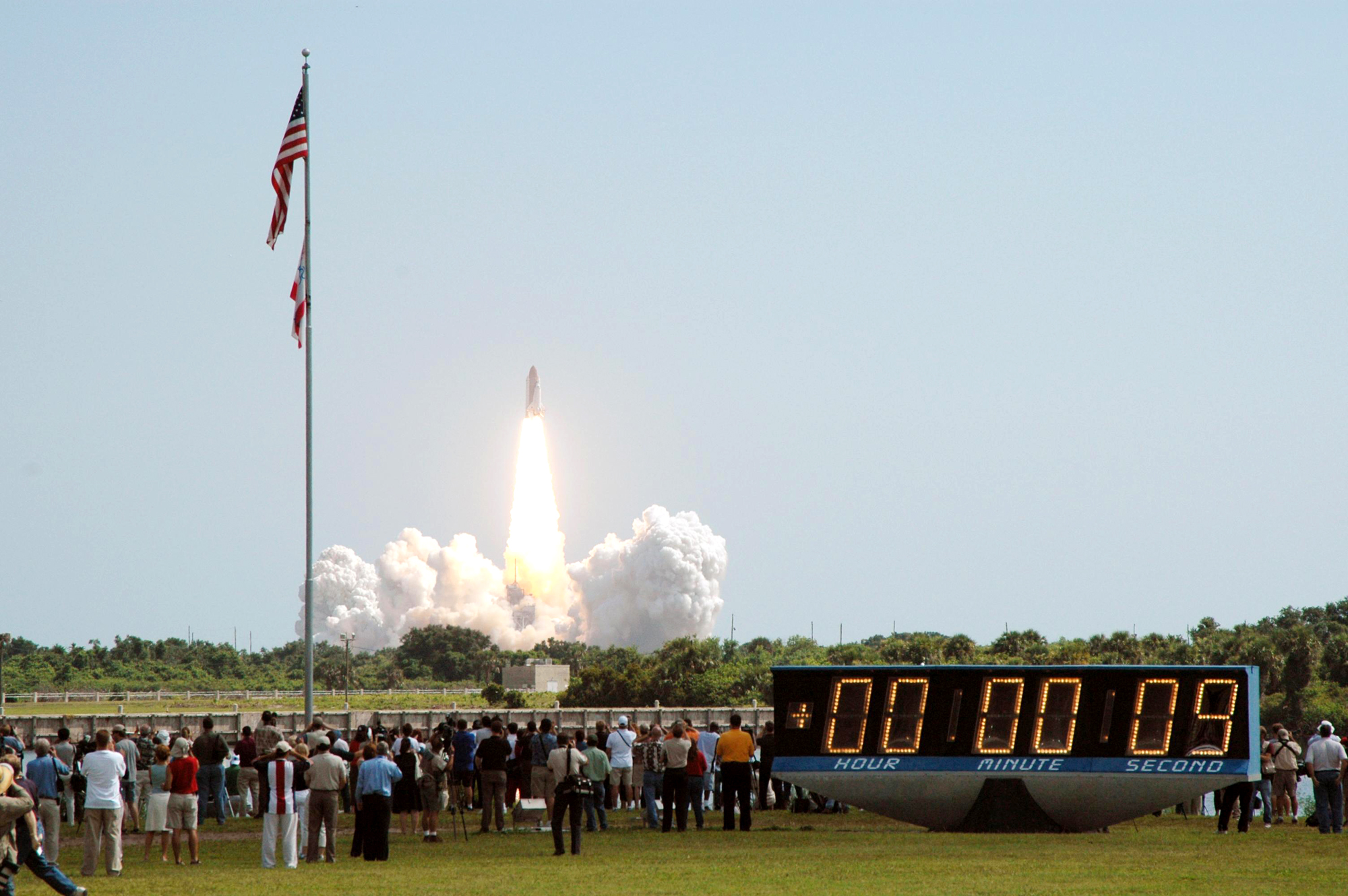
Enlairament del Discovery des del Centre Espacial Kennedy, el 26 de juliol de 2005.

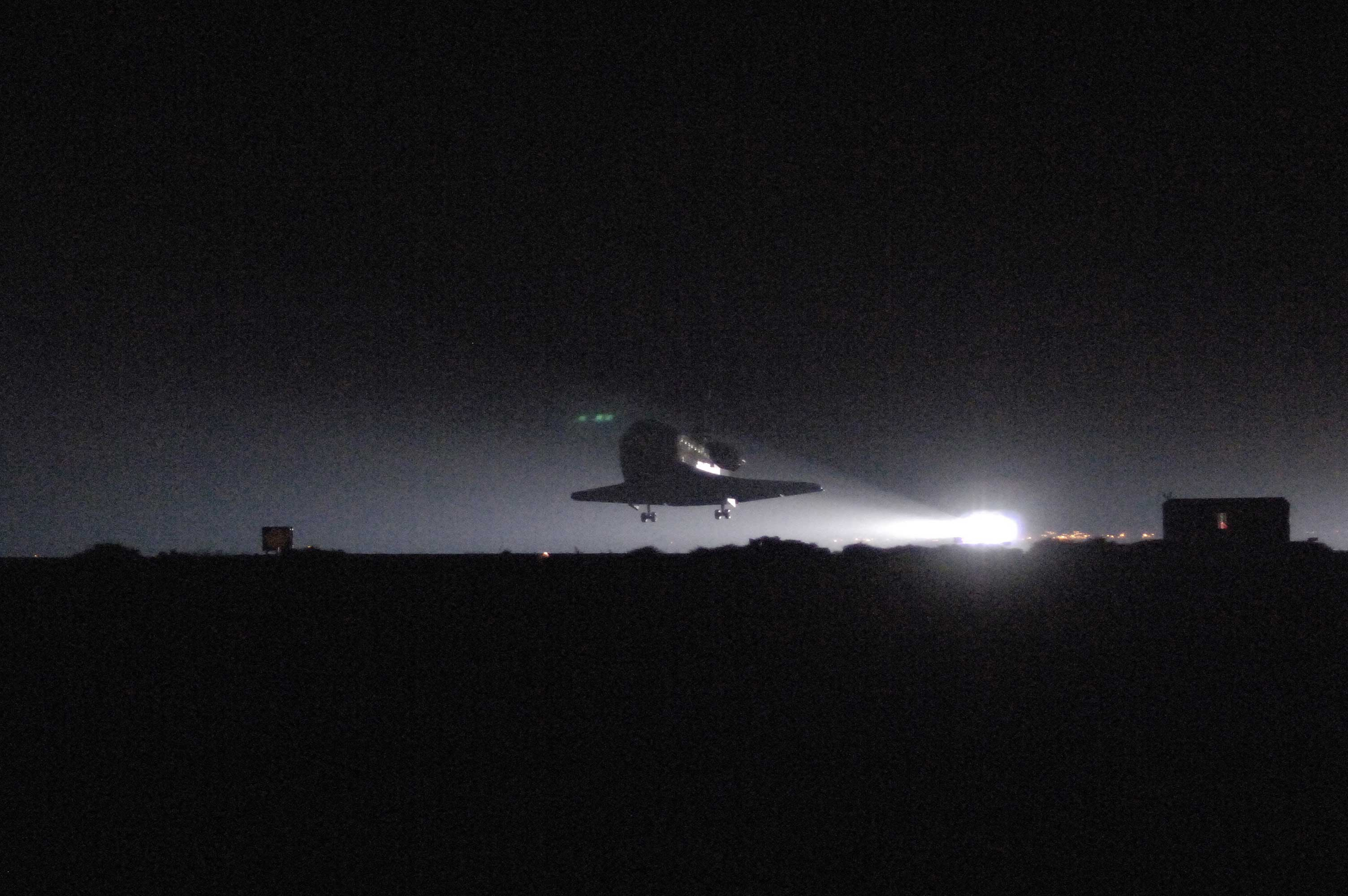
Aterratge del transbordador.

La missió STS-114 va marcar el retorn als vols del transbordador espacial després del desastre del Columbia, sent el segon vol amb una comandant (Eileen Collins, qui també ho va ser en la missió STS-93). La STS-114 inicialment s'anava a desenvolupar a bord de l'Atlantis, però una fallada en el sistema de frenada conduir a la NASA a elegir el Discovery com a vehicle per a la missió. Disset anys abans, el Discovery havia estat també el primer vol d'un transborador després del desastre del Challenger.
Aquesta missió va ser classificada com vol logístic 1. A part de repartir subministraments, el transbordador va reemplaçar un dels giroscopi de control de moment de la ISS. A més, la STS-114 va transportar el mòdul logístic multipropòsit Raffaello, fabricat per l'Agència Espacial Italiana, la plataforma d'emmagatzematge extern-2 i va desplegar el MISSE 5 a l'exterior de l'estació